# Mèo Khao Manee
Mèo Khao Manee, còn gọi dưới nhiều cái tên khác nhau là Mèo Khao Mani hoặc Mèo Khao Plot (tiếng Thái: ขาว ปลอด, tạm dịch "trắng hoàn toàn"), còn được gọi là Mèo Mắt Kim Cương, là một giống mèo hiếm có nguồn gốc ở Thái Lan, có dấu vết tổ tiên của giống loài này lên đến niên đại hàng trăm năm. Chúng được đề cập trong Tamra Maew, hoặc Cat Book Poems. Mèo Khao Manee có màu trắng tinh với lớp lông ngắn, mịn, ôm sát cơ thể. Chúng có thể có đôi mắt màu xanh, đôi mắt vàng hoặc đôi mắt kỳ lạ với mỗi mắt có một màu. Mèo có cặp mắt hai màu giống Khao Manee là loại hiếm nhất. Mèo Khao Manee là những con mèo vạm vỡ, lực lưỡng thao và dược đánh giá là năng động, có tính cởi mở và thông minh.
Mặc dù giống này được biết đến rộng rãi ở vùng đất bản địa của chúng, nhưng mãi đến gần đây mới được các nhà nhân giống phương Tây chấp nhận, chỉ đạt được trạng thái "đăng ký" từ TICA vào tháng 5 năm 2009. Vào ngày 3 tháng 9 năm 2011, giống này được quảng bá là "Giống mới sơ bộ" từ ngày 1 tháng 5 năm 2012, vào ngày 30 tháng 8 năm 2013, giống được thăng cấp danh hiệu thành "Giống mới nâng cao", có hiệu lực ngay lập tức.
Vào ngày 24 tháng 1 năm 2015, giống Mèo Khao Manee đã được nâng lên mức độ vô địch ở TICA, bắt đầu từ ngày 1 tháng 5 năm 2015.